# Томин
Томин (на албански: Tomin или Tomini) е село в Албания, част от община Дебър, административна област Дебър.

## География
Селото е разположено в историко-географската област Долни Дебър по долината на Черни Дрин в западните склонове на Кораб. На практика е северозападна махала на Пешкопия.

## История
На Етнографската карта на Битолския вилает на Картографския институт в София от 1901 година Туме (Томини) е чисто албанско село в Долнодебърската каза на Дебърския санджак с 25 къщи.
След Балканската война в 1913 година селото попада в новосъздадена Албания.
До 2015 година селото е част от община Томин.